# Tribunale ordinario
Il tribunale ordinario, nell'ordinamento giudiziario italiano, è l'organo giurisdizionale deputato a conoscere, in primo grado, delle cause civili e dei reati che non appartengono alla competenza verticale di altri giudici ordinari, nonché, in sede di appello, delle sentenze pronunciate in primo grado dal giudice di pace. La sua competenza territoriale è limitata a una circoscrizione giudiziaria, anche detta circondario.

## Storia
Secondo il regio decreto 30 dicembre 1923, n. 2786, era uno degli organi principali dell'ordinamento giudiziario italiano. Successivamente venne disposta la sostituzione del giudice collegiale col giudice unico nei tribunali, ai sensi del regio decreto 27 agosto 1913, n. 1015 (applicabile dal 1º novembre 1913), subito abrogato dalla legge 27 dicembre 1914, n. 1404, che ripristinò il sistema previgente.
Durante la seconda guerra mondiale venne emanato il regio decreto 30 gennaio 1941, n. 12 di riforma organica dell'ordinamento giudiziario, che ne ridisciplinò la composizione, prevedendo anche la possibilità di istituire sezioni distaccate, eventualità abolita poi dal D. Lgs. 7 settembre 2012, n. 155,  emanato in attuazione della legge delega 14 settembre 2011, n. 148, nell'ottica di una riforma della distribuzione degli uffici giudiziari sul territorio nazionale.

## Descrizione generale e competenze
Generalmente giudica in composizione monocratica, ossia costituito da un solo magistrato, sia nel settore civile sia penale, salvo i casi previsti dall'art. 50-bis del c.p.c. e dall'art. 33-bis del c.p.p., nei quali giudica in composizione collegiale, ossia costituito da tre magistrati, il presidente e due giudici a latere, uno dei quali assume il ruolo di giudice istruttore.
In materia civile, oltre a un certo numero di sezioni ordinarie che trattano del diritto civile in generale, sono istituite sezioni specializzate, come la sezione fallimentare che si occupa del fallimento e delle altre procedure concorsuali e provvede a quelle attività non di competenza del curatore e del giudice delegato, la sezione lavoro, che si occupa delle fattispecie di cui all'art. 409 c.p.c. in materia di diritto del lavoro e di previdenza e assistenza, la sezione delle imprese, che si occupa del diritto societario, di brevetti, proprietà intellettuale e diritto d'autore, nonché la sezione agraria, tra i cui componenti figurano due esperti in materia delle controversie del settore. In materia penale opera quale giudice del dibattimento per i reati non di competenza del giudice onorario di pace e della corte d'assise.

## Organizzazione

### Struttura
Presso ogni tribunale italiano vi sono vari uffici amministrativi e giudiziari, tra questi ultimi vi sono cui l'ufficio della Procura della Repubblica competente per circondario, un ufficio di segreteria - presso il pubblico ministero, uno cancelleria, per la magistratura giudicante, l'ufficio giudice per le indagini preliminari (GIP) e del giudice dell'udienza preliminare (GUP) nonché un ufficio notificazioni, esecuzioni e protesti (UNEP).
Presso inoltre le segreterie e le cancelleria vi sono tenute gli oggetti ed i documenti oggetto di sequestro nonché di prova. Qualora la custodia presso le medesime non sia possibile o opportuna, l'autorità giudiziaria competente può individuare un luogo diverso, con relativo custode, secondo le disposizioni del codice di procedura penale italiano.

### Personale
Presso il tribunale, oltre ai magistrati, operano dipendenti del Ministero della giustizia, come ad esempio cancellieri e gli ufficiali giudiziari, nonché una sezione di polizia giudiziaria composta da personale delle forze di polizia italiane in servizio distaccato presso l'ufficio giudiziario, funzionalmente dipendenti dalla Procura della Repubblica, ma amministrativamente dipendenti dal Ministero dell'interno o dal Ministero della difesa.

## Sezioni specializzate civili
Oltre alle sezioni che trattano indifferentemente tutta la materia civile, nell'ambito di questo settore sono istituite in ciascun tribunale delle sezioni che trattano specificamente determinate branche del diritto civile, dette sezioni specializzate.

### Sezione lavoro
La sezione lavoro, originariamente istituita con la legge 11 agosto 1973, n. 533 presso le preture, è la sezione specializzata presente in ogni tribunale ordinario con competenza funzionale a giudicare in primo grado in materia di diritto del lavoro, diritto sindacale, e della previdenza e assistenza obbligatorie.

### Sezione fallimentare
La sezione fallimentare è una sezione di regola presente in ogni tribunale ordinario, cui vengono assegnati i giudizi in materia di diritto fallimentare e nelle procedure concorsuali.

### Tribunale delle imprese
Ai sensi dell'art. 2 del decreto legge 24 gennaio 2012, n. 1 - convertito in legge 24 marzo 2012, n. 27 - è così detta la sezione specializzata presente in ogni tribunale ordinario che ha cognizione in materia di diritto societario e di brevetti in Italia.

### Sezione agraria
La legge 2 marzo 1963, n. 320 ha previsto l'istituzione presso tribunali e corti d'appello di sezioni specializzate agrarie che giudicano in composizione collegiale, integrata da due esperti della materia agraria, su tutte le questioni relative a contratti agrari.

## Uffici giudiziari penali
Oltre alle sezioni ordinarie, innanzi alle quali si celebrano i processi penali, nell'ambito di questo settore sono istituiti in ciascun tribunale degli uffici con competenze specifiche.

### Sezione GIP/GUP
Opera quale giudice monocratico ed è competente ad adottare i provvedimenti giurisdizionali nella fase delle indagini preliminari e a tenere l'udienza preliminare.

### Tribunale del riesame
È la sezione collegiale istituita presso il tribunale del capoluogo del distretto di corte d'appello, competente a decidere sulle istanze di riesame delle misure cautelari personali e reali adottate dal GIP dello stesso tribunale o di altro tribunale del distretto.

### Tribunale di sorveglianza
Il tribunale di sorveglianza si occupa delle istanze per l'erogazione di pene alternative alla detenzione in carcere presentate da condannati a pene brevi o da detenuti in carcere.

### Tribunale dei ministri
Presso il tribunale del capoluogo del distretto di corte d'appello è istituito un collegio, comunemente noto come "tribunale dei ministri", composto di tre membri effettivi e tre supplenti, estratti a sorte tra tutti i magistrati in servizio nei tribunali del distretto che abbiano da almeno cinque anni la qualifica di magistrato di tribunale o qualifica superiore, competente per i reati commessi dal Presidente del Consiglio dei ministri e dai ministri nell'esercizio delle loro funzioni, secondo le norme contenute nella legge costituzionale 16 gennaio 1989, n. 1.

### Tribunale per i minorenni
Il tribunale per i minorenni è una sezione del tribunale ordinario, operante in forma collegiale integrata da componenti non togati, competente a conoscere delle questioni, sia penali che civili, relative a persone minori. Presso ciascuno di questi tribunali è istituita anche una procura della Repubblica presso il tribunale per i minorenni.

## Ufficio tavolare
Secondo l'art. 75 del R.D. 28 marzo 1929, n. 499 nelle zone ove sia in vigore il sistema catastale tavolare - principalmente in Trentino-Alto Adige e Friuli-Venezia Giulia - presso ogni tribunale ordinario è costituito un ufficio tavolare, incaricato della conservazione dei libri fondiari, cui è preposto un giudice (giudice tavolare) designato dal presidente del tribunale. 
Ogni ufficio è competente alla conservazione dei libri fondiari riguardanti gli immobili che sono situati, in tutto o nella loro parte preminente, nella rispettiva circoscrizione.

## Distribuzione territoriale
Le circoscrizioni territoriali sono state aggiornate dalla legge 27 febbraio 2015, n. 11 e sono:
- Valle d'Aosta: Tribunale di Aosta
- Piemonte: Tribunale di Alessandria, Tribunale di Asti, Tribunale di Biella, Tribunale di Cuneo, Tribunale di Ivrea, Tribunale di Novara, Tribunale di Torino, Tribunale di Verbania, Tribunale di Vercelli
- Lombardia: Tribunale di Bergamo, Tribunale di Brescia, Tribunale di Busto Arsizio, Tribunale di Como, Tribunale di Cremona, Tribunale di Lecco, Tribunale di Lodi, Tribunale di Mantova, Tribunale di Milano, Tribunale di Monza, Tribunale di Pavia, Tribunale di Sondrio, Tribunale di Varese
- Liguria: Tribunale di Genova, Tribunale di Imperia, Tribunale della Spezia, Tribunale di Savona
- Emilia-Romagna Tribunale di Bologna, Tribunale di Ferrara, Tribunale di Forlì, Tribunale di Modena, Tribunale di Parma, Tribunale di Piacenza, Tribunale di Ravenna, Tribunale di Reggio Emilia, Tribunale di Rimini
- Veneto: Tribunale di Belluno, Tribunale di Padova, Tribunale di Rovigo, Tribunale di Treviso, Tribunale di Venezia, Tribunale di Verona, Tribunale di Vicenza
- Trentino-Alto Adige: Tribunale di Bolzano, Tribunale di Rovereto, Tribunale di Trento
- Friuli-Venezia Giulia: Tribunale di Gorizia, Tribunale di Pordenone, Tribunale di Trieste, Tribunale di Udine
- Toscana: Tribunale di Arezzo, Tribunale di Firenze, Tribunale di Grosseto, Tribunale di Livorno, Tribunale di Lucca, Tribunale di Massa, Tribunale di Pisa, Tribunale di Pistoia, Tribunale di Prato, Tribunale di Siena
- Umbria: Tribunale di Perugia, Tribunale di Spoleto, Tribunale di Terni,
- Lazio: Tribunale di Cassino, Tribunale di Civitavecchia, Tribunale di Frosinone, Tribunale di Latina, Tribunale di Rieti, Tribunale di Roma, Tribunale di Tivoli, Tribunale di Velletri, Tribunale di Viterbo
- Marche: Tribunale di Ancona, Tribunale di Ascoli Piceno, Tribunale di Fermo, Tribunale di Macerata, Tribunale di Pesaro, Tribunale di Urbino
- Abruzzo: Tribunale di Avezzano, Tribunale di Chieti,   Tribunale di Lanciano, Tribunale dell'Aquila, Tribunale di Pescara, Tribunale di Sulmona, Tribunale di Teramo, Tribunale di Vasto
- Molise: Tribunale di Campobasso, Tribunale di Isernia, Tribunale di Larino
- Campania: Tribunale di Avellino, Tribunale di Benevento, Tribunale di Napoli, Tribunale di Napoli Nord, Tribunale di Nocera Inferiore, Tribunale di Nola, Tribunale di Salerno, Tribunale di Santa Maria Capua Vetere, Tribunale di Torre Annunziata, Tribunale di Vallo della Lucania
- Puglia: Tribunale di Bari, Tribunale di Brindisi, Tribunale di Foggia, Tribunale di Lecce, Tribunale di Taranto, Tribunale di Trani
- Basilicata: Tribunale di Lagonegro, Tribunale di Matera, Tribunale di Potenza
- Calabria: Tribunale di Castrovillari, Tribunale di Catanzaro, Tribunale di Cosenza, Tribunale di Crotone, Tribunale di Lamezia Terme, Tribunale di Locri, Tribunale di Palmi, Tribunale di Paola, Tribunale di Reggio Calabria, Tribunale di Vibo Valentia
- Sicilia: Tribunale di Agrigento, Tribunale di Barcellona Pozzo di Gotto, Tribunale di Caltagirone, Tribunale di Caltanissetta, Tribunale di Catania, Tribunale di Enna, Tribunale di Gela, Tribunale di Marsala, Tribunale di Ragusa, Tribunale di Siracusa, Tribunale di Messina, Tribunale di Patti, Tribunale di Palermo, Tribunale di Sciacca, Tribunale di Termini Imerese, Tribunale di Trapani
- Sardegna: Tribunale di Cagliari, Tribunale di Lanusei, Tribunale di Nuoro, Tribunale di Oristano, Tribunale di Sassari, Tribunale di Tempio Pausania.